# Bransfieldstraße
Die Bransfieldstraße (englisch Bransfield Strait, in Argentinien Mar de la Flota ‚Meer der Flotte‘) ist eine Meeresstraße im äußersten Norden der Antarktischen Halbinsel. Im Norden wird sie durch die Südlichen Shetlandinseln, im Süden durch das nördliche Grahamland, speziell die Davis-Küste und die Westseite der Trinity-Halbinsel, begrenzt. Sie ist nach ihrem Entdecker Edward Bransfield benannt.
Für viele Polarforscher ist die Bransfieldstraße der erste Ort, wo sie in Kontakt mit der Antarktis kommen. An ihren Küsten liegt die Hälfte aller antarktischen Forschungsstationen. Von besonderer Bedeutung ist die chilenische Bernardo-O’Higgins-Station an der südlichen Küste im Grahamland. Namensgeberin der argentinischen Benennung ist die argentinische Marine anlässlich ihrer Beteiligung an einer von 1947 bis 1948 durchgeführten argentinischen Antarktisexpedition.